# Cottenham
Cottenham – wieś w Anglii, w hrabstwie Cambridgeshire, w dystrykcie South Cambridgeshire. Leży 10 km na północ od miasta Cambridge i 89 km na północ od Londynu. W 2001 miejscowość liczyła 5652 mieszkańców.